# Governo Spinelli di Cariati
Il governo Spinelli di Cariati è stato il tredicesimo governo del Regno delle Due Sicilie.

## Composizione
- Francesco Paolo Bozzelli: Ministro Segretario di Stato degli Affari Interni
  - Raffaele Lomgobardi: Ministro Segretario di Stato degli Affari Interni
- Gennaro Spinelli, principe di Cariati, marchese di Fuscaldo, principe di Sant'Arcangelo, duca di Caivano e di Marianella: Ministro Segretario di Stato degli Affari Esteri
- Nicola Gigli: Ministro Segretario di Stato di Grazia e Giustizia
  - Francesco Paolo Ruggiero: Ministro Segretario di Stato di Grazia e Giustizia ad interim (1849)
- Francesco Paolo Ruggiero: Ministro Segretario di Stato delle Finanze
- Francesco Emanuele Pinto y Mendoza, principe di Ischitella: Ministro Segretario di Stato della Guerra
- Francesco Emanuele Pinto y Mendoza, principe di Ischitella: Ministro Segretario di Stato della Marina
- Raffaele Carrascosa, brigadiere, Ministro Segretario di Stato dei Lavori Pubblici[1]
- Giuseppe Caracciolo, principe di Torella: Ministro Segretario di Stato dell'Agricoltura e del Commercio
- Giuseppe Caracciolo, principe di Torella: Ministro Segretario di Stato della Istruzione Pubblica ad interim
- Giuseppe Caracciolo, principe di Torella: Ministro Segretario di Stato degli Affari Ecclesiastici ad interim